# Bacteria patógena

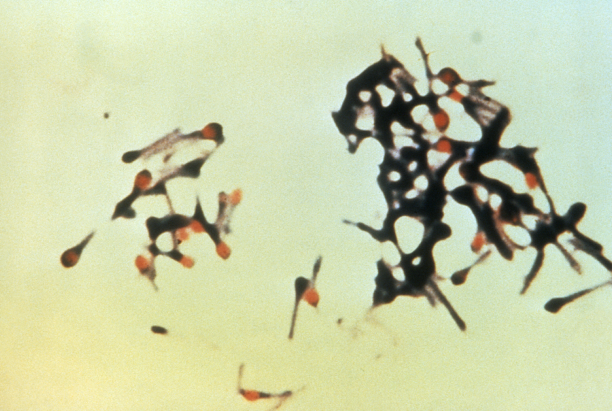
Bacterias patógenas, vistas desde un microscopio.

Las bacterias patógenas son aquellas que causan enfermedades infecciosas en los seres humanos. Una de las enfermedades bacterianas más comunes es la tuberculosis, causada por la bacteria Mycobacterium tuberculosis, que provoca aproximadamente entre 2 y 3 millones de muertes de personas en un año, principalmente en el África subsahariana. La neumonía puede ser causada por bacterias como Streptococcus y Pseudomonas, y enfermedades asociadas con alimentos pueden ser causadas por bacterias como Shigella, Campylobacter y Salmonella. Las bacterias patógenas también causan infecciones tales como tétanos, fiebre tifoidea, difteria, sífilis, y lepra.

## Historia
Los postulados propuestos por Robert Koch en 1890 son criterios diseñados para establecer una relación causal entre un microorganismo causativo y una enfermedad. Una causa para una entidad médica conocida puede llegar a descubrirse después de muchos años. como ocurre en el caso de la asociación entre Helicobacter pylori y la úlcera péptica humana.[cita requerida]

## Enfermedades

### Medios de agresión de las bacterias patógenas
Las bacterias disponen de diferentes armas para provocar las enfermedades. Esquemáticamente, podemos decir que las bacterias pueden originar desórdenes en un organismo:
1. Introduciendo en el organismo un veneno, al que se le llama toxina, o segregando diversa sustancia que, sin ser tóxicas en sí mismas, favorecen los procesos de infección.
2. Logrando multiplicarse en el organismo viviente; a esto se le llama virulencia.

Entonces, podemos decir que el poder patógeno de una bacteria se resume en: poder tóxico y virulencia. 
- El poder tóxico. Algunos de los microbios provocan una enfermedad introduciendo en el huésped un veneno, una toxina.
- La virulencia. Puede ser considerada como el poder de multiplicación en vivo de un germen.[1]

Cada especie patógena tiene un espectro característico de interacciones con sus hospederos humanos. Algunos organismos, tales como Staphylococcus o Streptococcus, pueden causar infecciones de piel, neumonía, meningitis y a veces sepsis importantes, una respuesta inflamatoria sistémica en que se produce choque, vasodilación masiva y la muerte. Incluso, estos organismos son parte de la microbiota normal humana y usualmente existe sobre la piel o en la nariz sin causar ninguna enfermedad. Otros organismos causan invariablemente enfermedad en seres humanos, tales como Rickettsia, un parásito intracelular obligado capaz de crecer y reproducirse dentro de las células de otros organismos. Una especie de Rickettsia causa el tifo, mientras otro causa la fiebre de las Montañas Rocosas. Chlamydia, otro filo de parásitos intracelulares obligados, contiene especies que pueden causar neumonía, o infección del tracto urinario y pueden ser involucrados en la enfermedad coronaria. Finalmente, algunas especies, tales como Pseudomonas aeruginosa, Burkholderia cenocepacia y Mycobacterium avium, son patógenos oportunistas y causan enfermedad principalmente en la población que sufre de inmunosupresión o fibrosis quística.

## Tratamiento
Las infecciones bacterianas pueden ser tratadas con antibióticos, los cuales son clasificados como bactericidas si estos matan las bacterias, o bacteriostáticos si solamente previenen el crecimiento bacteriano. Hay muchos tipos de antibióticos y cada clase inhibe un proceso que es diferente en el patógeno al encontrado en el hospedero. Por ejemplo, los antibióticos cloranfenicol y tetraciclina inhiben el ribosoma bacteriano, pero no el estructuralmente diferente ribosoma eucariota, exhibiendo toxicidad selectiva. Los antibióticos son usados tanto en el tratamiento de la enfermedad humana y en la ganadería intensiva para promover el crecimiento animal. Ambos usos pueden ser contribuyentes al rápido desarrollo de la resistencia a antibióticos en las poblaciones bacterianas. Las infecciones pueden ser prevenidas mediante medidas antisépticas tales como la esterilización de la piel previa a la introducción de la aguja de una jeringa, y con el cuidado propio de los catéteres introducidos. Los instrumentos quirúrgicos y dentales también son esterilizados para prevenir la contaminación e infección por bacterias. Los desinfectantes tales como hipoclorito de sodio (al 1-3 %) son usados para matar bacterias u otros patógenos sobre superficies para prevenir la contaminación y adicionalmente reducir el riesgo de infección. La mayoría de las bacterias en sangre se matan con la cocción dado el incremento de temperaturas sobre los 60 °C (140 °F).